# Dagali

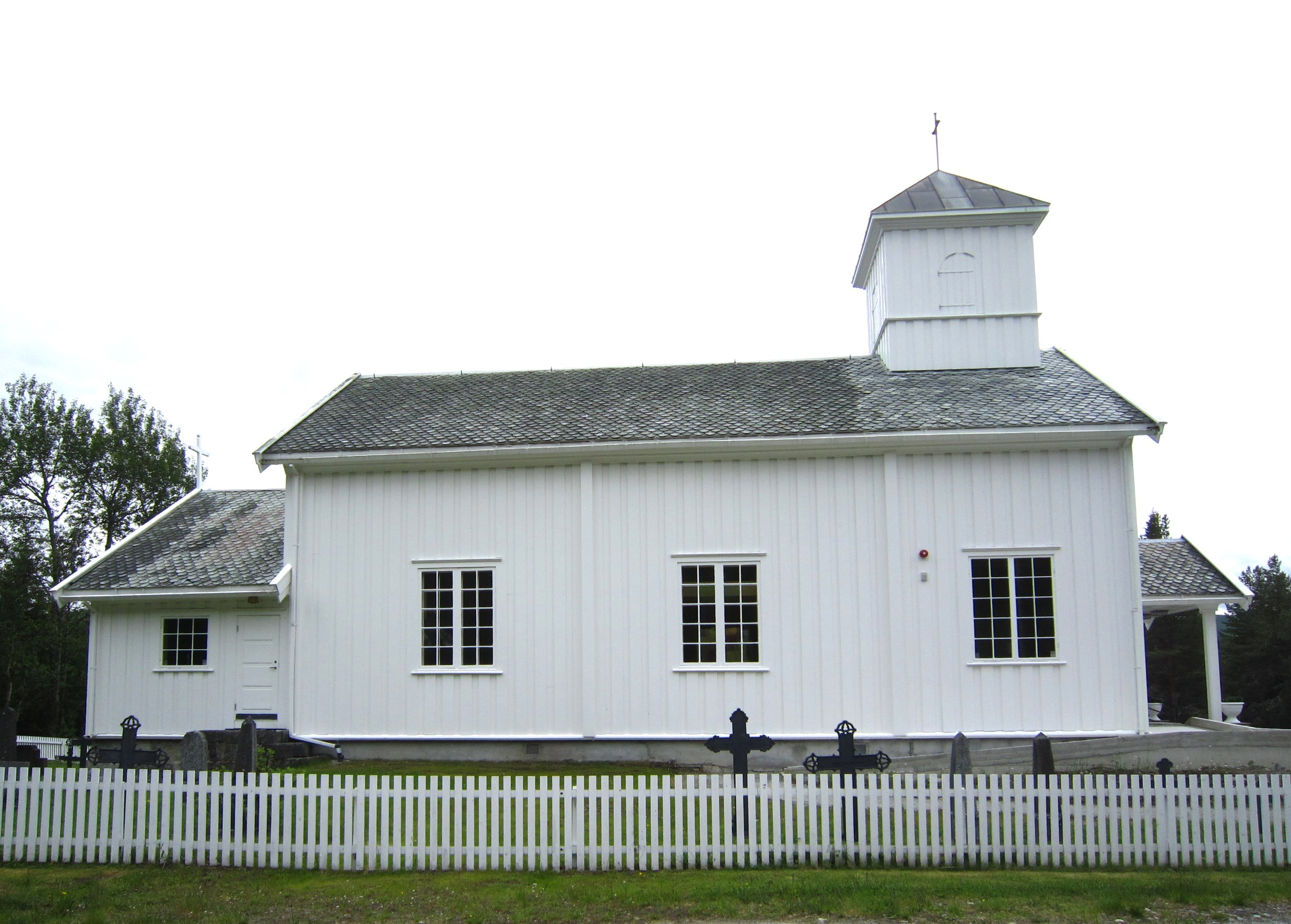
Eglise de Dagali

Dagali est un petit village de montagne situé à Buskerud en Norvège . 

## Résumé
Dagali est situé dans la municipalité de Hol. Le village s'étend de Pålsbufjorden à l'est à la frontière du parc national de Hardangervidda à l'ouest sur une distance d'environ 40 km. La rivière Numedalslågen traverse le village. Dagali avait un aéroport, l'aéroport de Geilo, à Dagali, qui n'est plus utilisé. Le site est actuellement utilisé par Dagali Opplevelser, qui propose des activités de plein air comme le rafting et la motoneige,. 
L'église de Dagali ( Dagali Kirke ) date de 1850. L'église a été construite en bois et peut accueillir environ 200 personnes. L'église de Dagali a été reconstruite et restaurée en 1972-1973. Elle est située sur la route nationale norvégienne, la route 40, à environ 25 kilomètres de Geilo.

## Climat
Dagali présente un climat subarctique (Köppen Dfc) avec des hivers froids et des étés doux, typiques des altitudes plus élevées (798 m). La station météorologique de l'aéroport de Dagali connaît certaines des températures les plus froides du sud de la Norvège, avec une température moyenne de -11,2 °C pendant le mois le plus froid (janvier) de 2001 à aujourd'hui. Cela est particulièrement vrai compte tenu du réchauffement du climat norvégien au cours des dernières décennies. Les précipitations restent modérées à 515 mm par an (Fagerlund 871 m d'altitude - 1958-1988) pour l'une des deux stations météorologiques (une n'est plus utilisée).